# Season Sun
Season Sun je první studiové album velšské rockové skupiny Gulp. Poprvé jej vydalo dne 8. července 2014 hudební vydavatelství Everloving (pouze ve Spojených státech amerických. Ve Spojeném království jej pak 14. července 2014 vydala společnost Sonic Cathedral Recordings. Album produkovala ústřední dvojice skupiny, tedy Guto Pryce a Lindsey Leven. Album bylo nominováno na Welsh Music Prize.

## Seznam skladeb
Autory všech skladeb jsou Guto Pryce a Lindsey Leven.
| Pořadí | Název           | Délka |
| ------ | --------------- | ----- |
| 1.     | Game Love       | 3:20  |
| 2.     | Let's Grow      | 4:00  |
| 3.     | Clean & Serene  | 5:29  |
| 4.     | Vast Space      | 3:19  |
| 5.     | Grey Area       | 5:17  |
| 6.     | Seasoned Sun    | 4:47  |
| 7.     | Play            | 3:12  |
| 8.     | Hot Water       | 2:39  |
| 9.     | Everything      | 3:43  |
| 10.    | I Want to Dance | 3:40  |

## Obsazení
hudebníci
- Lindsey Leven – zpěv
- Guto Pryce – zpěv, baskytara
- Gid Goundrey – kytara
- Gareth Bonello – akustická kytara, violoncello
- Gwion Llewelyn – bicí, doprovodné vokály
- Dafydd Ieuan – bicí
- Jonny Gumbo – perkuse

technická podpora
- Lindsey Leven – obal alba
- Pete Fowler – logo skupiny na obalu
- Cian Ciarán – mixing, nahrávání
- Llion Robertson – nahrávání zpěvu
- Sir Doufous Styles – nahrávání bicích